# 阿什蘭 (印第安納州)
阿什蘭（英語：Ashland）是位於美國印地安納州亨利縣的一個非建制地區。該地的面積和人口皆未知。